# Colobothea delicata
Colobothea delicata là một loài bọ cánh cứng trong họ Cerambycidae.